# Entamoebidae
Entamoebidae – rodzaj pełzaków należących do supergrupy Amoebozoa.
W klasyfikacji Cavalier-Smitha rodzina ta należy do gromady Archamoebae.
W klasyfikacji Adla z roku 2012 występuje jako rodzina należący do kladu Archamoebae. Takson też został przywrócony przez Cavalier-Smitha w 1993 roku.
Należą tutaj następujące rodzaje:
- Entamoeba